# Oxytate hoshizuna
Oxytate hoshizuna is een spinnensoort in de taxonomische indeling van de krabspinnen (Thomisidae).
Het dier behoort tot het geslacht Oxytate. De wetenschappelijke naam van de soort werd voor het eerst geldig gepubliceerd in 1978 door Hirotsugu Ono.